# جورج إي. ارتشر
جورج إي. ارتشر (بالإنجليزية: George E. Archer)‏ هو مهندس معماري أمريكي، ولد في 15 فبراير 1853، وتوفي في 3 ديسمبر 1903.